# نادي حرس الحدود
نادي حرس الحدود الرياضي هو نادي مصري يتبع للمؤسسة العسكرية المصرية (قوات حرس الحدود) و يقع مقره في الإسكندرية ويشارك في الدوري المصري الممتاز لكرة القدم.
كان يسمى قديما باسم نادي خفر السواحل ولعب في الدوري المصري الممتاز بين أعوام 1963 و 1967 واشتهر بإجادة دفاعه لمصيدة التسلل بقيادة اللاعب حمودة ثم ألغي نشاط الكرة في النادي بعد هزيمة يونيو 1967 وعاد النشاط للنادي مرة أخرى سنة 1995 ليشارك بالدرجة الثالثة ثم الثانية والأولى قبل صعوده للدوري الممتاز سنة 2002.
اشتهر نادي حرس الحدود بتشجيع جنود القوات المسلحة له في أغلب المباريات. وفي الموسم 2011-2012 الملغي بسبب مذبحة بورسعيد كان يتصدر الدوري الممتاز بدون هزيمة بعد 17 جولة بفارق 4 نقاط عن النادي الأهلي.

## شعار النادي
- نادي حرس الحدود مصر

شعار قوات حرس الحدود المصرية كان يُستخدم كشعار رسمي للنادي حتى 2017
الشعار الحالي تم استخدامه بداية منذ 2018

## رؤساء النادي
| الرئيس                                 | التاريخ    |
| -------------------------------------- | ---------- |
| لواء أح/ محمد عز الدين جحوش            | 2023/01/01 |
| لواء أ.ح / عبد الحكيم إبراهيم مسلم     | 2010/10/01 |
| لواء أ.ح / عبد الرحيم محمد سيد         | 2002/01/01 |
| لواء أ.ح / حسين محمود حسين حسن         | 1998/07/01 |
| لواء أ.ح/ سمير محمود يوسف              | 1994/12/01 |
| لواء أ.ح / عبد الله عبد الحميد سويلم   | 1994/07/01 |
| عميد /محمد علي عبد السلام              | 1990/09/01 |
| عميد / محمد محمود عمر                  | 1988/11/01 |
| لواء أ.ح / فاروق حمدان                 | 1987/07/01 |
| لواء أ.ح / محمود مهدي محمد             | 1985/01/01 |
| لواء أ.ح/السعيد أحمد نصر               | 1984/01/01 |
| لواء أ.ح / علي فاروق الصحن             | 1980/01/01 |
| لواء / الحسيني محمد الديب              | 1976/12/01 |
| لواء / إبراهيم كامل محمد               | 1975/03/01 |
| عميد / أمين عطا الله يوسف              | 1974/07/01 |
| عميد / محمد أبو بكر حسن                | 1973/10/01 |
| لواء / محمد بيومي والي                 | 1972/07/01 |
| لواء / مصطفى حسين الجمل                | 1971/07/01 |
| لواء / علي الراكشي                     | 1968/11/01 |
| فريق أ / محمد فؤاد الدجوى              | 1963/03/01 |
| لواء / شفيق مهنا                       | 1960/03/01 |
| القائم مقام أ.ح / محمد عبد العزيز فتحي | 1953/03/01 |
| لواء / وحيد شوقي                       |            |

## البطولات
- كأس مصر: 2 2009، 2010.
- كأس السوبر المصري: 1 2009.[1]

## اللاعبون

### تشكيلة الفريق
آخر تحديث في 30 أكتوبر 2022

ملاحظة: تشير الأعلام إلى المنتخب الوطني على النحو المحدد في قواعد الأهلية للفيفا. قد يحمل اللاعبون أكثر من جنسية واحدة غير تابعة للفيفا.
| الرقم | البلد | المركز | اللاعب                |
| ----- | ----- | ------ | --------------------- |
| 4     | مصر   | وسط    | محمد عبد الله حكة     |
| 6     | ليبيا | مدافع  | محمود بن والي         |
| 7     | مصر   | وسط    | مصطفى صبحي            |
| 8     | مصر   | وسط    | مدحت فقوسة            |
| 9     | مصر   | مهاجم  | عمر بسام              |
| 10    | مصر   | وسط    | مصطفى عبد الرؤوف زيكو |
| 11    | مصر   | مهاجم  | محمود أبو جودة        |
| 12    | مصر   | مدافع  | أحمد شديد قناوي       |
| 14    | مصر   | وسط    | مصطفى جمال            |
| 15    | مصر   | مدافع  | أحمد أيمن             |
| 16    | مصر   | حارس   | محمد فوزي             |
| 17    | مصر   | وسط    | أحمد داوودا           |

| الرقم | البلد   | المركز | اللاعب            |
| ----- | ------- | ------ | ----------------- |
| 18    | مصر     | وسط    | وجيه عبد الحكيم   |
| 19    | مصر     | مدافع  | إبراهيم القاضي    |
| 20    | مصر     | وسط    | غريب ياسر غريب    |
| 21    | مصر     | وسط    | أحمد عامر         |
| 22    | مصر     | مدافع  | رمزي خالد         |
| 24    | مصر     | وسط    | أحمد فيليكس       |
| 27    | نيجيريا | مهاجم  | ساليسو مبارك      |
| 30    | مصر     | حارس   | محمد شعبان محمود  |
| 33    | مصر     | مدافع  | حامد خالد الجابري |
| 40    | مصر     | مدافع  | مؤمن عوض          |
| 44    | مصر     | مدافع  | إسلام عبد الله    |
| 55    | مصر     | وسط    | محمود ممدوح       |

## أبرز اللاعبون
- عبد الحميد بسيوني (2003-2009)
- عمرو الدالي (2002-2009)
- إسلام الشاطر (2008-2011)
- ماتورين كاميني (2005-2010)
- أحمد سعيد "أوكا" (2006-2012)
- أحمد عيد عبد الملك (2004-2013)
- أحمد كمال (2002-2011)
- إسلام عبد الغني (2011-2016)
- محمود عبد الحميد محمد (2002-2007)